# 粉嶺裁判法院

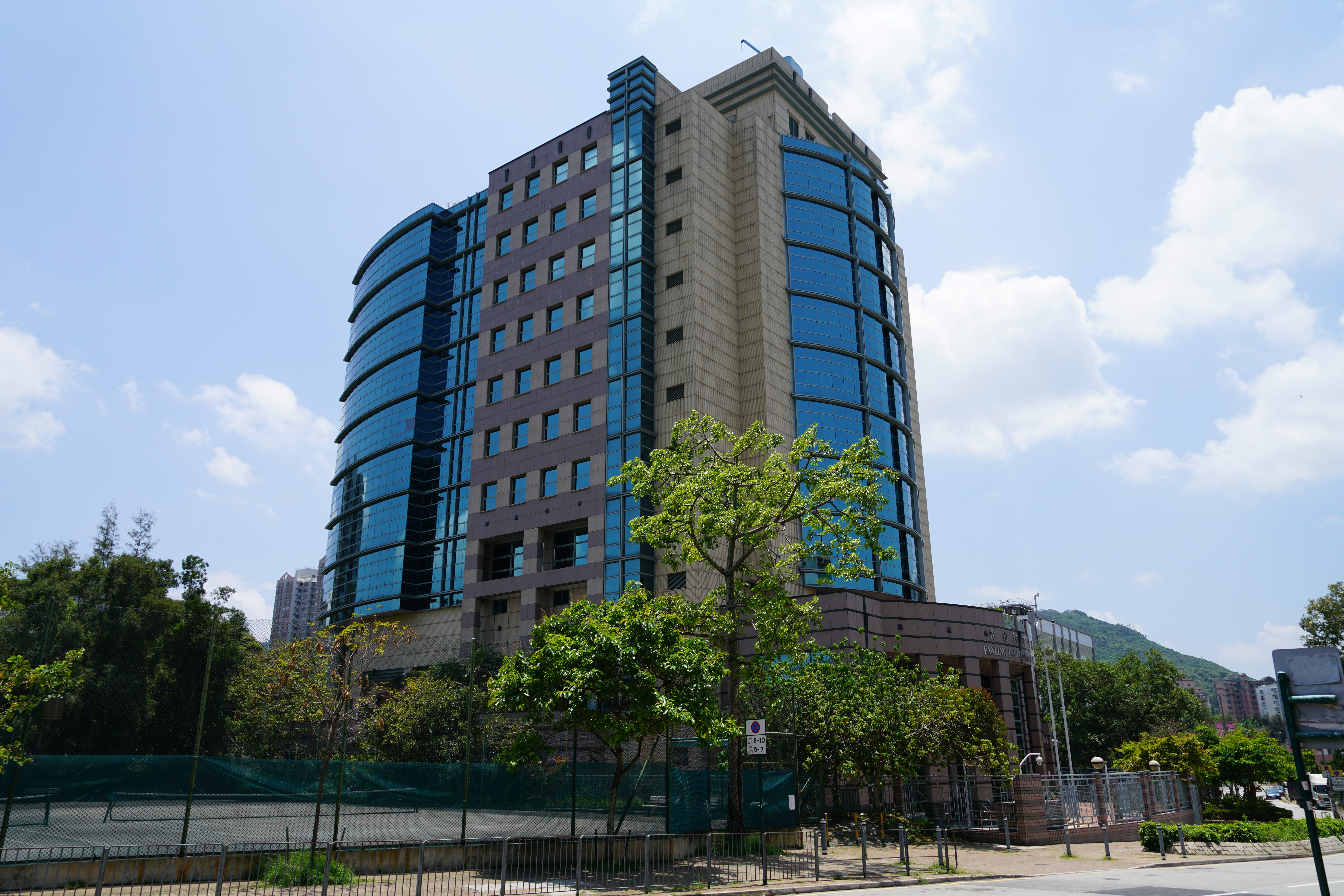
法院東北面

粉嶺裁判法院（英語：Fanling Magistrates' Courts；案号代码F）是香港的一個裁判法院，位於新界粉嶺璧峰路1號粉嶺法院大樓，樓高11層，建築面積為18,720平方米，是大埔區和北區的最初級的刑事法院，大樓於2002年7月2日啟用，以取代不敷應用的前粉嶺裁判法院，為司法機構繼九龍城法院後興建的另一座現代化法院大樓，也是新界東第二法院大樓。法院設有9個法庭，包括成人法庭、兒童法庭和專門處理保護令的法庭，以及輔助設施包括8個相關的裁判官內庭、8間公眾諮議室、16間證人等候室、1間保護證人室、拘留室和兩間設於少年法庭內的等候室，另有會議室、圖書館、總務室、記錄貯存室及附屬設施等，造價約為4億9,160萬港元。
大樓屬多層實用建築，外牆以藍色的玻璃幕牆和泥色麻石組成。法院大樓的裙樓設計成開放式的花園平台，可連接行人徑，並可供公眾人士休憩。

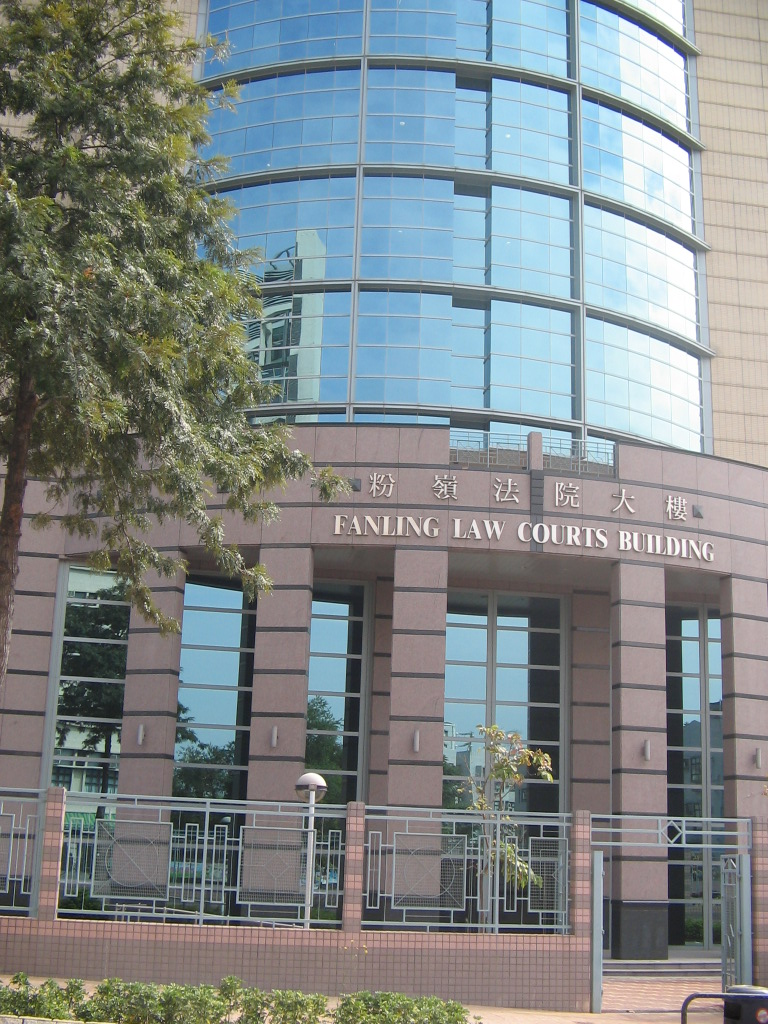
法院入口